# Кавказ-2020

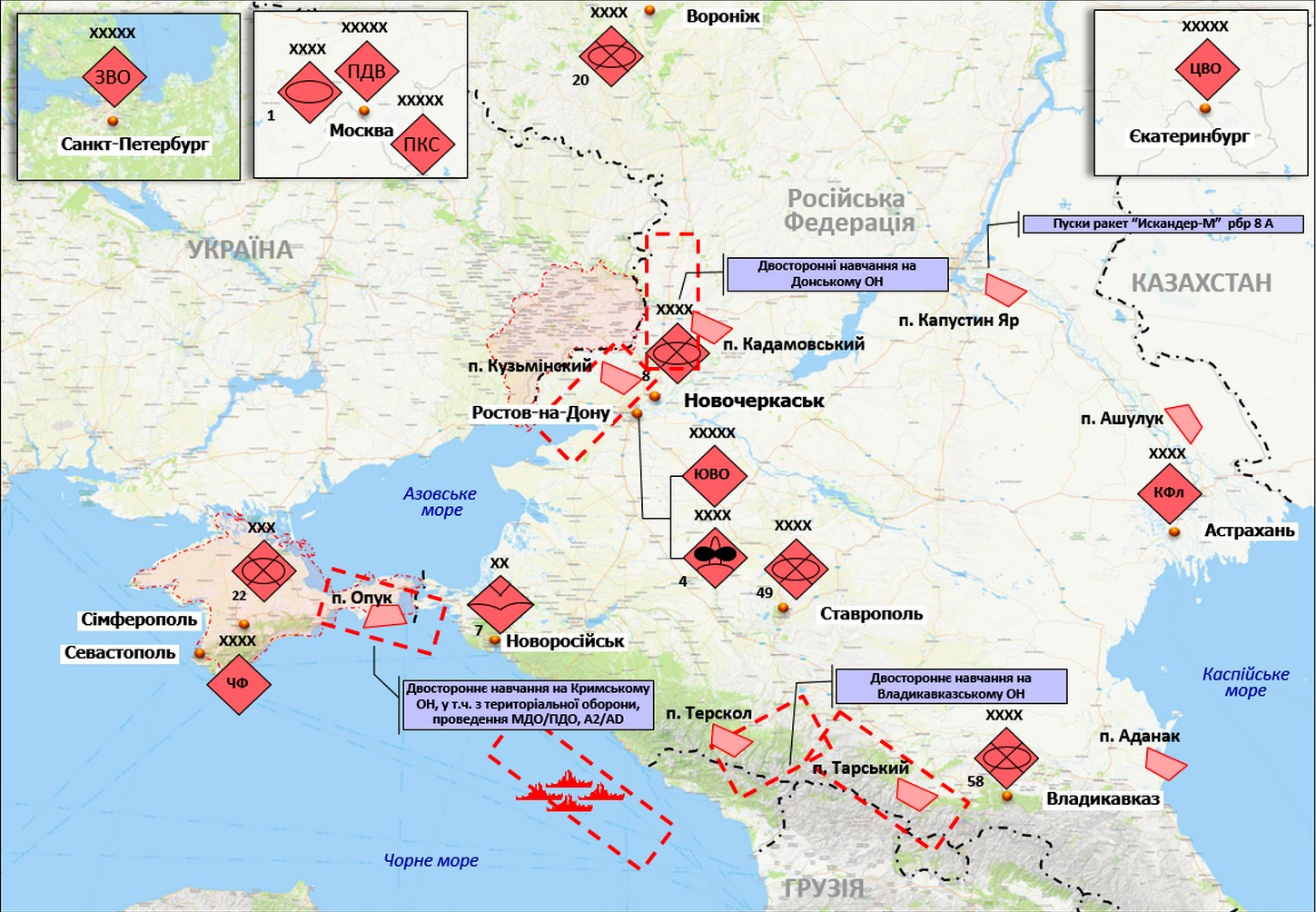
Мапа проведення російських військових навчань «Кавказ-2020»

«Кавказ-2020» — міжнародні оперативні військові навчання Збройних сил Росії на території окупованого Криму та РФ, які відбулись у вересні 2020.
У відповідь на навчання «Кавказ-2020» в Україні 22-25 вересня тривали стратегічні командно-штабні навчання «Об’єднані зусилля — 2020».
КНР, Вірменія, Білорусь, Іран, М'янма, та Пакистан брали участь у навчанні.
Індія повністю скасувала участь, тоді як Азербайджан також відмовився від участі, але направив спостерігачів.

## Організація
Навчання «Кавказ-2020» пройшли в два етапи.
Основні дії відбувались на території полігонів ПВО РФ:
- Прудбой
- Ашулук
- Капустин Яр
- Терскол
- Опук
- Кузьмінський
- Кадамовський
- акваторії Чорного і Каспійського морів

## Чисельність задіяних військ

### Офіційно
- бл. 80 тис. військовослужбовців[8]
- до 250 танків
- до 450 БТР і БМП
- до 200 артилерійських систем і РСЗВ
- бл. 1 тис. іноземних військовослужбовців

### За даними української розвідки
- бл. 100-120 тис. військовослужбовців[9]
- до 500 танків
- до 2500 БТР і БМП
- до 300 бойових літаків
- бл. 250 вертольотів армійської авіації
- бл. 200 артилерійських систем і РСЗВ

## Учасники
- Білорусь
- Вірменія[7]
- КНР
- Монголія
- М'янма
- Пакистан
- Росія
- Сирія

### Спостерігачі
- Азербайджан[7]
- Іран
- Казахстан
- Таджикистан
- Узбекистан

### Відмовились
- Індія
- Азербайджан (залишились як спостерігач)[7]